# Low (álbum de David Bowie)
Low es el undécimo álbum del músico y compositor británico David Bowie, publicado por RCA Records el 14 de enero de 1977. Grabado luego de la mudanza de Bowie a Berlín Oeste, después de un período de adicción a las drogas e inestabilidad personal. Low se convirtió en la primera de tres colaboraciones con el músico Brian Eno y el productor Tony Visconti, más tarde llamada la "Trilogía de Berlín". De hecho, el álbum se grabó principalmente en Francia, y marcó un cambio en el estilo musical de Bowie hacia un enfoque electrónico y vanguardista que se exploraría más a fondo en los álbumes posteriores “Heroes” (1977) y Lodger (1979).
Aunque al principio se encontró con críticas mixtas, Low se ha vuelto ampliamente aclamado como una de las mejores y más influyentes obras de Bowie. Pitchfork lo colocó en el número 1 en su lista de los 100 mejores álbumes de la década de 1970, mientras que Q lo colocó en el número 14 en su lista de los 100 mejores álbumes británicos de todos los tiempos. En 2013, NME catalogó el álbum como el 14.º más grande de todos los tiempos. También fue catalogado como uno de los 500 mejores discos de todos los tiempos según Rolling Stone.

## Antecedentes
La génesis de Low se basa tanto en los fundamentos del álbum anterior de Bowie, Station to Station, como en la música que grabó para la banda sonora de The Man Who Fell to Earth. Cuando Bowie presentó su material para la película a Nicolas Roeg, el director decidió que no sería adecuado. Roeg prefería un sonido más folclórico, aunque John Phillips (el compositor elegido para la banda sonora) describió las contribuciones de Bowie como "cautivadoras y bellas". Los elementos de estas piezas se incorporaron en Low. La portada del álbum, al igual que la de Station to Station, es una foto fija de la película: la imagen fotográfica, bajo el título del álbum, formaba un juego de palabras deliberado sobre la frase "low profile" ("bajo perfil"). El título del álbum durante su grabación fue New Music Night and Day. 

Tras el período de Thin White Duke de Bowie y el éxito comercial de los sencillos "Fame" y "Golden Years" en 1976, estaba ansioso por escapar de la cultura de las drogas de Los Ángeles, donde había desarrollado una dañina adicción a la cocaína. Bowie ha dicho que no recuerda casi nada de las sesiones de Station to Station y que tiene recuerdos muy borrosos del periodo comprendido entre 1975 y 1976, lo que provocaría extraños cambios en su personalidad y en sus apariciones en público. Bowie también se había visto envuelto en una controversia con respecto a los comentarios que hizo aparentemente a favor del fascismo. Culpó por su comportamiento errático en su período Thin White Duke a sus adicciones y estado mental precario. Más tarde explicó: "Fue un período peligroso para mí. Estaba en el límite, físico y emocionalmente, y tenía serias dudas sobre mi cordura". Bowie se trasladó a Suiza en la segunda mitad de 1976. Más tarde ese año, él, y su amigo y cantante Iggy Pop fueron a Berlín en un nuevo intento de abandonar su hábito de las drogas y escapar del centro de atención:

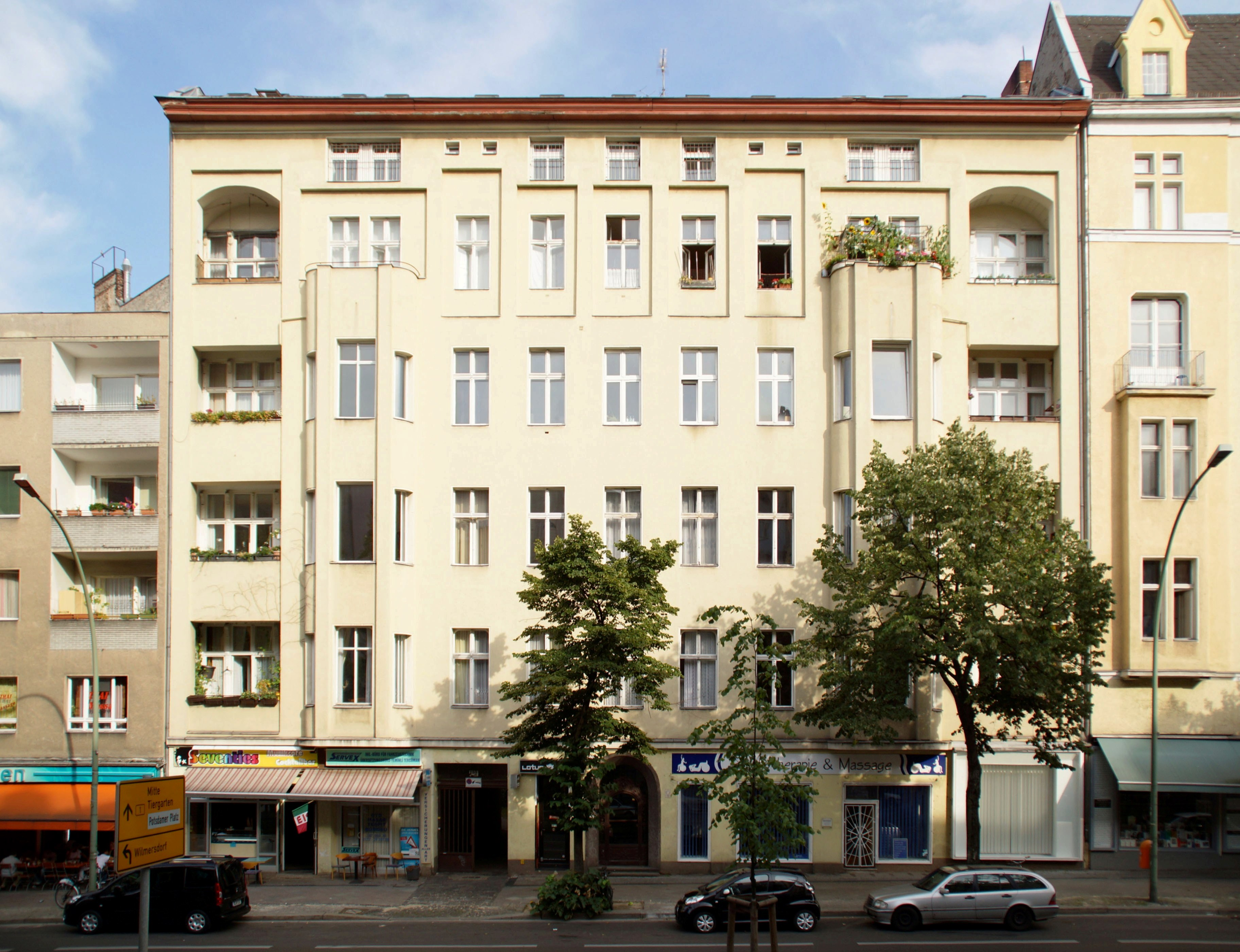
Hauptstrasse 155 en Berlin Schöneberg, el edificio en el que vivía Bowie, y su amigo Iggy Pop.

Durante muchos años, Berlín me había parecido una especie de santuario. Era una de las pocas ciudades en las que podía moverme en virtual anonimato. Me estaba yendo a la ruina; era barato vivir. Por alguna razón, a los berlineses simplemente no les importaba. Bueno, no se trataba de un cantante de rock inglés, de todos modos.
Mientras compartía un apartamento con Pop, Bowie se interesó en la escena musical alemana, incluidos las bandas Tangerine Dream, Kraftwerk y Neu!. Antes de mudarse al departamento de Hauptstraße, Pop y Bowie se quedaron con Edgar Froese de Tangerine Dream y su familia en su casa en Schöneberg. Su apartamento era modesto y se encontraba ubicado en la planta superior del edificio Hauptstrasse 155. Froese también ayudó a Bowie con su recuperación y lo introdujo en la escena underground de Berlín. Bowie nombró al álbum solista de Froese, Epsilon in Malaysian Pale, como una gran influencia y una banda sonora de su vida en Berlín. Durante los meses de su recuperación, también se interesó en el álbum minimalista de Brian Eno, Discreet Music (1975), finalmente se reunió con Eno en 1976,  y poco después comenzó sus colaboraciones con él, el productor Tony Visconti y Pop. En 1976, Bowie también coescribió y produjo el álbum debut de Pop en solitario, The Idiot (1977). La vida en Berlín de Bowie fue sin duda alguna mucho más tranquila en comparación a los desenfrenos vividos en Los Ángeles. Incluso hasta su mudanza fue muy discreta.

Pensé por un momento que me estaba convirtiendo rápidamente en la próxima víctima del rock, a decir verdad estoy bastante seguro de que no hubiera sobrevivido en los años 70 si seguía en el camino en el que me encontraba. Pero tuve la suerte de encontrar ese lugar dentro de mí que me estaba matando, teniendo que hacer algo crucial para deshacerme de ella.
David Bowie

Cuando Eno lanzó su álbum Another Green World en 1975, este ejerció un impacto significativo en las ideas de Bowie. Cuando Bowie comenzó a grabar Low, invitó a Eno a participar en las sesiones de grabación, y a jugar con las letras y los conceptos de las canciones. Eno dejó en claro que las canciones no siempre tienen que ser una historia, algo que influyó en Bowie. La aleatoriedad y los contrastes fueron algo característico de Bowie desde el final de la década de los 70 en adelante, ideales que también lo eran del propio Eno.

## Música
El álbum fue coproducido por Bowie y Tony Visconti, con contribuciones de Brian Eno. Como un adicto a la cocaína en recuperación, la composición de Bowie en Low trató temas difíciles: "Hay mucho dolor en el álbum Low. Ese fue mi primer intento de alejarme de la cocaína, así que fue muy doloroso. Y me mudé a Berlín para hacerlo. Salí del centro del mundo de la cocaína (es decir, Los Ángeles, donde se grabó Station to Station) hacia el centro del mundo de la heroína. Afortunadamente, no tenía ninguna tentación hacia la heroína, así que no fue una amenaza". Visconti afirmó que el título era en parte una referencia a los estados de ánimo "bajos" de Bowie durante la escritura y la grabación del álbum.
Low presenta las primeras exploraciones de Bowie de en la música electrónica  y ambient. El lado uno del álbum contenía cortos y directos fragmentos de canciones avant-pop;  el lado dos comprendía pistas más largas, en su mayoría instrumentales. En estas pistas, la ayuda fue prestada por el ex tecladista y conceptualista de Roxy Music, Eno, quien llevó consigo su equipo del EMS, el sintetizador AKS (Bowie recibió más tarde este sintetizador en particular como regalo de cumpleaños después de que un amigo lo obtuviera en una subasta). Brian Eno, a menudo mencionado incorrectamente como el productor de Low, fue responsable de una buena parte de la dirección y composición del segundo lado del álbum y escribió el tema y la instrumentación para "Warszawa" mientras Bowie estaba en París asistiendo a audiencias judiciales en contra de su exgerente. Eno, a su vez, fue ayudado por el hijo de cuatro años del productor Tony Visconti que se sentó junto a Eno tocando A, B, C en un loop constante en el piano de estudio. Aquella frase musical se convirtió en el tema de "Warszawa". Al regreso de Bowie, Eno le mostró el trabajo. Impresionado, Bowie compuso la letra que suena vagamente al estilo de Europa del Este. Según el periodista de música francés Matthieu Thibault, los cantos onomatopéyicos corales no tienen un significado preciso y se componen, en cambio, al servicio de la atmósfera, emitidos en tres voces diferentes y dobladas una encima de la otra.
Aunque la música estuvo influenciada por bandas alemanas como Tangerine Dream, Kraftwerk y Neu!, Low ha sido aclamado por su originalidad y se considera adelantado a su tiempo, sobre todo por su sonido de batería con 'estilo de las cavernas' creado por el productor Visconti usando un Eventide Harmonizer. En el lanzamiento de Low, Visconti recibió llamadas de otros productores preguntándole cómo había hecho ese sonido único, pero no brindó la información, sino que le preguntó a cada productor cómo pensaban que se había hecho. En 2004, Bjorn Randolph de la revista Stylus dijo que "si el álbum se hubiera lanzado veinte años después, esto se habría llamado "post-rock"".
Los ejecutivos de RCA, al escuchar a Low, le escribieron a Bowie una carta rechazando el álbum e incitándolo a hacer un álbum más parecido a Young Americans. Bowie mantuvo la carta de rechazo en una pared de su casa.

## Recepción
La reacción crítica de Low en el momento de su lanzamiento estuvo relativamente dividida. John Milward, de la revista Rolling Stone, declaró que "Bowie carece del humor seguro en sí mismo para lograr sus aspiraciones vanguardistas" y encontró el segundo lado del álbum más débil que el primero, afirmando: "En el lado uno, donde Bowie trabaja con adornos de rock más convencionales, es superior a los experimentos del lado dos, simplemente porque una banda fuerza la disciplina en la escritura y el rendimiento de Bowie". En The Village Voice, Robert Christgau encontró los siete "fragmentos" del lado uno "casi tan poderosos como las pistas 'demasiado largas' de Station to Station", pero describió "la música de película del lado dos" como banal (aunque él más tarde reconsideró su opinión sobre el segundo lado después del lanzamiento de “Heroes”, escribiendo que Low "ahora parece bastante pop, resbaladizo y directo al punto, incluso cuando el punto es ruido de fondo"). Christgau lo incluyó en el número 26 en su lista de "decano" ("dean's list"), de los mejores álbumes del año para la encuesta de críticos de Pazz & Jop de 1977. El crítico de Los Angeles Times, Robert Hilburn compartió un sentimiento similar y declaró: "Durante 12 minutos, este es el álbum más impactante y satisfactorio de Bowie desde Ziggy. Pero los 26 minutos restantes, incluyendo todo el lado dos, tratan con un estilo de art rock espacial, que simplemente va más allá de las sensibilidades del pop masivo para que genere mucho entusiasmo".
Por el contrario, NME encontró Low "increíblemente hermoso [...] el sonido de Sinatra reproducido por computadoras marcianas". Billboard llamó al segundo lado del álbum "el más aventurero y con un fuerte contraste con los escasos cortes distorsionados de hard rock en el lado uno" y escribió que Low "enfatiza los serios esfuerzos de escritura de Bowie, que sólo el tiempo puede decir si cautivará a las personas que lo vieron pasar a través de varias fases musicales". John Rockwell, de The New York Times, escribió que "casi no hay voces, y lo que hay en su mayoría son tonterías sin sentido escuchadas desde lejos. Y los temas instrumentales son extraños y espaciales. Sin embargo, todo el asunto impresiona a este oyente con una belleza seductora". Rockwell describió su sonido como "un cruce extraño de Roxy Music, los álbumes solistas de Eno, Talking Heads y un gamelán indonesio. Aun así es reconociblemente un álbum de David Bowie", y concluyó que "una vez que los fanáticos del Sr. Bowie superen la sorpresa inicial por su último cambio de dirección, podrán darse cuenta de que ha hecho uno de los mejores discos de su carrera".
Low fue un éxito comercial, alcanzando el número 2 en la lista de álbumes del Reino Unido y el número 11 en la lista de álbumes Billboard Pop de Estados Unidos. "Sound and Vision" y "Be My Wife" fueron lanzados como sencillos; el primero alcanzó el número 3 en la lista de sencillos del Reino Unido.

## Legado
Low aparece en varias listas de "mejores álbumes" de críticos. Pitchfork lo colocó en el número 1 en los "100 mejores álbumes de la década de 1970". En el 2000 Q colocó a Low en el número 14 en su lista de los 100 mejores álbumes británicos de todos los tiempos. En 2013, NME catalogó el álbum como el 14.º más grande de todos los tiempos.
En 2003, el álbum fue clasificado número 249 en la lista de la revista Rolling Stone de los 500 mejores álbumes de todos los tiempos. En una reseña retrospectiva, The Rolling Stone Album Guide declara que "es la música de una mente sobre-estimulada en un cuerpo exhausto que [...] destaca a través de algunos restos emocionales serios". 
Philip Glass basó su composición clásica de 1992 Low Symphony, en Low, con Bowie y Eno influyendo en el trabajo.
Low también ha sido considerado por los analistas de música como una influencia crucial en el género post-rock, que se destacaría entre los músicos underground casi dos décadas después del lanzamiento del álbum. En particular, un artículo de 2004 de Stylus Magazine señala que Low habría sido considerado post-rock si hubiera sido lanzado veinte años después. 

## Reediciones
El álbum ha sido editado en formato CD en diversas ocasiones. La primera vez fue entre 1984 y 1985 por el sello RCA Records. La segunda vez fue en 1991 por Rykodisc, edición que incluyó tres bonus tracks en CD de plata y luego de oro (AU20 Gold).  Luego, por tercera vez, fue editado en por EMI en 1999, edición que consistió en una remasterización digital de 24-bit que, sin embargo, no incluyó bonus tracks.
La reedición de Rykodisc fue lanzada en Reino Unido en CD, Casete y LP en 1991 por el sello EMI. Los bonus tracks fueron agregados al final del lado dos del LP y Casete para no estropear el orden original de las pistas.

## Lista de canciones
Todas las letras compuestas por David Bowie, toda la música compuesta por David Bowie, excepto donde se indique lo contrario.
Lado A
| N.º | Título                                                | Duración |  |
| 1.  | «Speed of Life»                                       | 2:46     |  |
| 2.  | «Breaking Glass» (Bowie, Dennis Davis, George Murray) | 1:51     |  |
| 3.  | «What in the World»                                   | 2:23     |  |
| 4.  | «Sound and Vision»                                    | 3:05     |  |
| 5.  | «Always Crashing in the Same Car»                     | 3:29     |  |
| 6.  | «Be My Wife»                                          | 2:58     |  |
| 7.  | «A New Career in a New Town»                          | 2:51     |  |

Lado B
| N.º | Título                        | Duración |  |
| 8.  | «Warszawa» (Bowie, Brian Eno) | 6:23     |  |
| 9.  | «Art Decade»                  | 3:46     |  |
| 10. | «Weeping Wall»                | 3:28     |  |
| 11. | «Subterraneans»               | 5:39     |  |

Bonus Tracks (1990 Rykodisc/EMI)
| N.º | Título                                                      | Duración |  |
| 1.  | «Some Are» (Previously unreleased track recorded 1976–79)   | 3:24     |  |
| 2.  | «All Saints» (Previously unreleased track recorded 1976–79) | 3:25     |  |
| 3.  | «Sound and Vision» (Remixed version, 1991)                  | 4:43     |  |

## Personal
- David Bowie – voz, guitarra, bajo, saxofón, xilófono, vibráfono, armónica, percusión, teclados: sintetizador ARP, piano, chamberlin.
- Brian Eno – voz, minimoog, ARP, tratamientos de guitarra, piano, teclados, chamberlin, otros. sintetizadores.
- Carlos Alomar – guitarra rítmica
- Dennis Davis – percusión
- George Murray – bajo
- Ricky Gardiner – guitarra
- Roy Young – piano, farfisa.

### Personal adicional
- Peter Himmelman – piano, sintetizador ARP.
- Mary Visconti – coros
- Iggy Pop – coros en "What in the World".
- Eduard Meyer – violonchelo

## Listas
Álbum
| Año  | Lista            | Posición |
| ---- | ---------------- | -------- |
| 1977 | UK Albums Chart  | 2        |
| 1977 | US Billboard 200 | 11       |
| 1977 | Norway           | 10       |

Sencillos
| Año  | Sencillo           | Lista                 | Posición |
| ---- | ------------------ | --------------------- | -------- |
| 1977 | "Sound and Vision" | UK Singles Chart      | 3        |
| 1977 | "Sound and Vision" | Billboard Pop Singles | 69       |